# Иоанн Креститель (Микеланджело)
«Иоанн Креститель» (итал. San Giovannino; также — «Молодой Иоанн Креститель», «Святой Иоанн») — утраченная мраморная статуя Иоанна Крестителя, созданная Микеланджело в 1495 −1496 годах.

## История
Вазари упоминает, что Микеланджело сделал статуи «Молодого Иоанна Крестителя» и «Спящего Амура» на заказ Лоренцо ди Пьерфранческо де Медичи[а], двоюродного брата Лоренцо Великолепного. Заказ говорил о нежелании Лоренцо противостоять Савонароле и его окружению.
Статуя считается утраченной после изгнания семьи Медичи из Флоренции. Исследователями не раз высказывались предположения об отождествлении её с другими работами, одна из которых — «Молодой Иоанн Креститель» (Барджелло, Флоренция). С 17 века эта статуя приписывается Донателло, хотя Леопольдо Чиконьяра предполагал, что работа могла быть создана позднее. Ганс Кауфман (нем. Hans Kauffmann) считал автором этой статуи кого-то из окружения Франческо да Сангалло.

## Описание

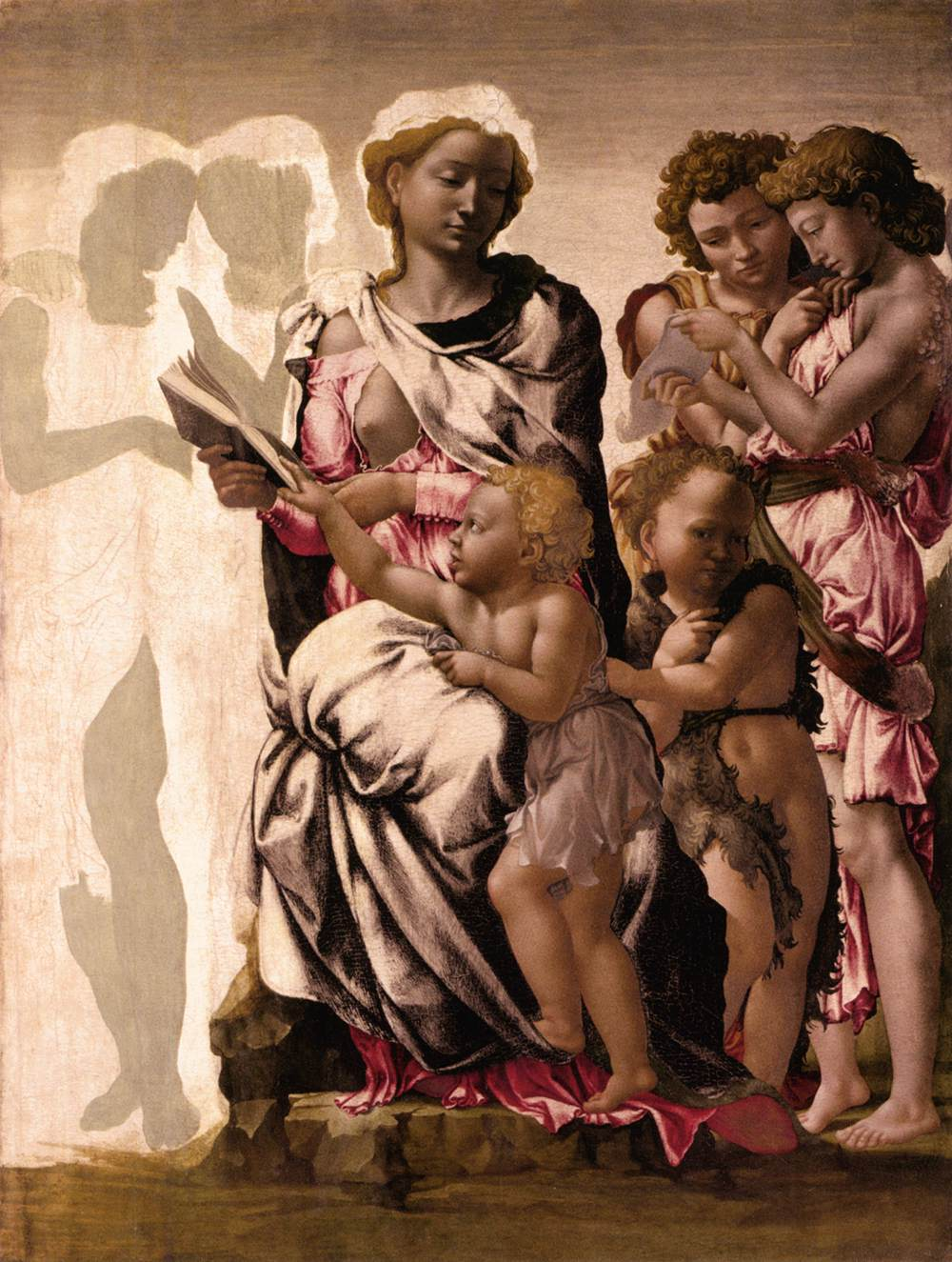
Микеланджело. «Манчестерская Мадонна»

Достоверного и точного описания скульптуры нет. Поза Крестителя могла напоминать юного Крестителя с картины Микеланджело «Манчестерская Мадонна» (ок. 1497). Похожее решение было использовано и в статуе «Мадонна Брюгге».

## Образ в искусстве
В биографическом романе К. Шульца «Камень и боль» о статуе написано так:
(...) статую, но только не языческую (...) чего-нибудь подлинно
святое (...) в виде обнаженного юноши, привлекательной
наружности, полного эллинской юности и блеска,
с вакхически-набожным выраженьем лица (...)
великолепного обнаженного юношу, прелестного,
как Парис (...), святого Иоанчика!
Также статуя упоминается в романе Ирвинга Стоуна «Муки и радости» (1961.